# Чемпионат Югославии по футболу 1923
Чемпионат Королевства сербов, хорватов и словенцев по футболу 1923 (сербохорв. Prvenstvo Kraljevini Srba, Hrvata i Slovenaca u fudbalu 1923.) — первый сезон чемпионата КСХС по футболу. Турнир проводился по кубковой системе, команды играли друг с другом один раз. Победившая команда продолжала борьбу за звание чемпиона, проигравшая выбывала из борьбы. Чемпионом стал загребский клуб «Граджянски».

## Клубы-участники
| Клуб       | Город    |
| ---------- | -------- |
| Бачка 1901 | Суботица |
| Граджянски | Загреб   |
| Илирия     | Любляна  |
| Югославия  | Белград  |
| САШК       | Сараево  |
| Хайдук     | Сплит    |

## Результаты

### Четвертьфинал
- Югославия 2:1 Бачка
- САШК 4:3 Хайдук
- Граджянски 2:1 Илирия

### Полуфинал
- Югославия 3:4 САШК
- Граджянски (автоматически в финале)

### Финал
- САШК 1:1 Граджянски
- Граджянски 4:2 САШК

## Состав чемпиона
- Врджюка, Драгутин
- Фердербер, Фриц
- Ремец, Михо
- Шифер, Ярослав
- Врагович, Драгутин (капитан)
- Рупец, Рудольф
- Хитрец, Рудольф
- Бабич, Драгутин
- Пасинек, Степан
- Павлекович, Антун
- Мантлер, Франьо
- Першка, Эмил
- Шефер, Бела
- Абрахам, Геза
- Главный тренер: Гаскел, Артур